# Philippine Postal Corporation
Die Philippine Postal Corporation (Filipino: Korporasyong Koreo ng Pilipinas), kurz PHLPost (bis 2012 PhilPost) ist die Post auf den Philippinen. Die Zentrale der Philpost befindet sich am Liwasang Bonifacio-Platz in Manila.

## Geschichte
Die Anfänge des Postwesens auf den Philippinen reichen in die spanische Kolonialzeit zurück. Im Jahr 1767 wurde in Manila ein erstes Postamt errichtet, und 1779 erfolgte in Spanien die Einrichtung eines neuen Postbezirkes, welcher Manila sowie den gesamten Philippinischen Archipel umfasste. Die ersten Briefmarken wurden am 1. Februar 1854 herausgegeben. Sie zierte das Porträt der spanischen Königin Isabella II. Im Jahr 1877, drei Jahre nach dessen Gründung, erfolgte der Beitritt zum Weltpostverein. Nach der Philippinischen Revolution wurde das Unternehmen dann im Jahr 1898 unter Präsident Emilio Aguinaldo als Philippinischer Postdienst neu gegründet und unterstand ab 1902 dem Wirtschaftsministerium. Am 1. Januar 1922 trat das Postunternehmen erneut dem Weltpostverein bei, nun jedoch als eigenständiges Unternehmen, welches nicht mehr spanischer Kontrolle unterlag. Das heutige Unternehmen und die Firmierung Philippine Postal Corporation gehen schließlich auf das Gesetz Nr. 7354 vom 2. April 1992 zurück.
Das unter Denkmalschutz stehende Hauptpostamt in Manila wurde durch einen Brand in der Nacht vom 22. auf 23. Mai 2023 bis auf die Außenfassade völlig zerstört. Dabei wurde auch das Briefmarkenarchiv der philippinischen Post zerstört.

## Staatspost

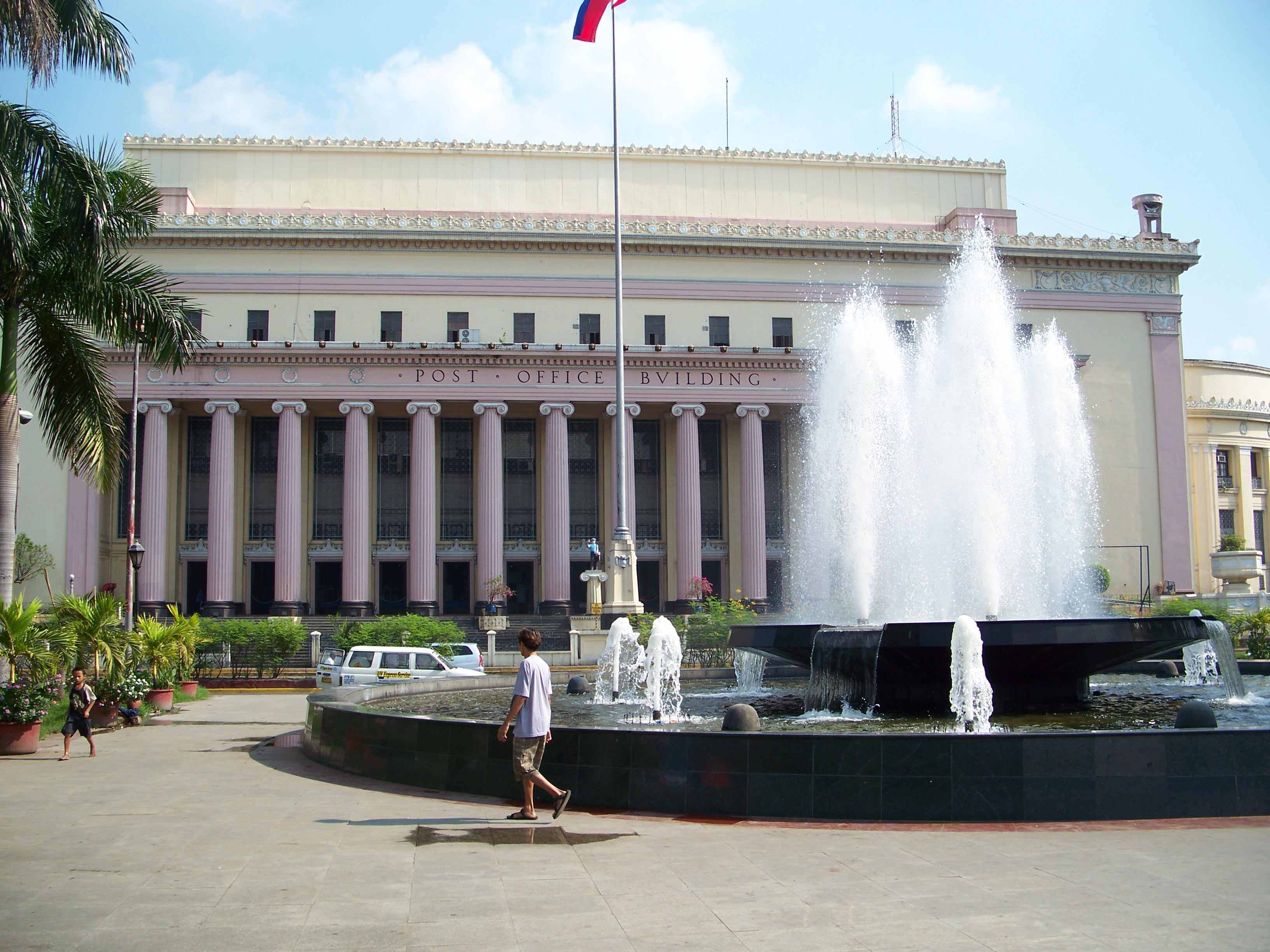
Hauptpostamt in Manila, Sitz der Philippine Postal Corporation

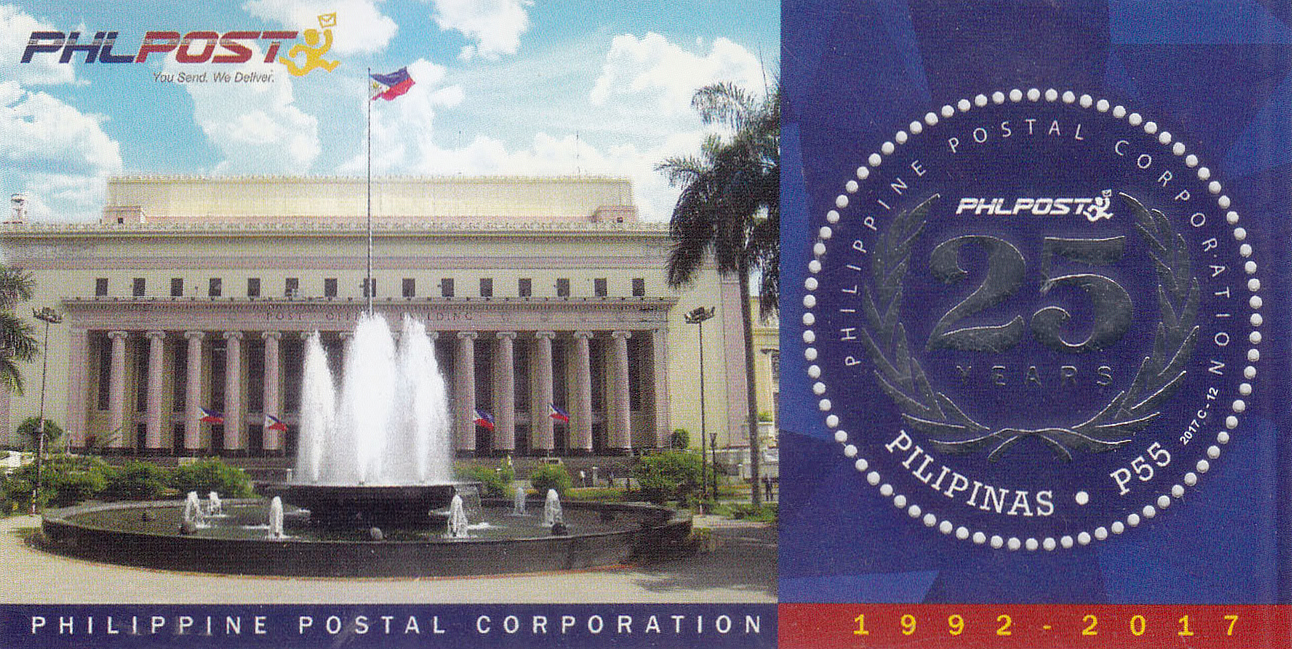
Hauptpostamt auf einer Sondermarke zum 25-jährigen Bestehen der Philippine Postal Corporation

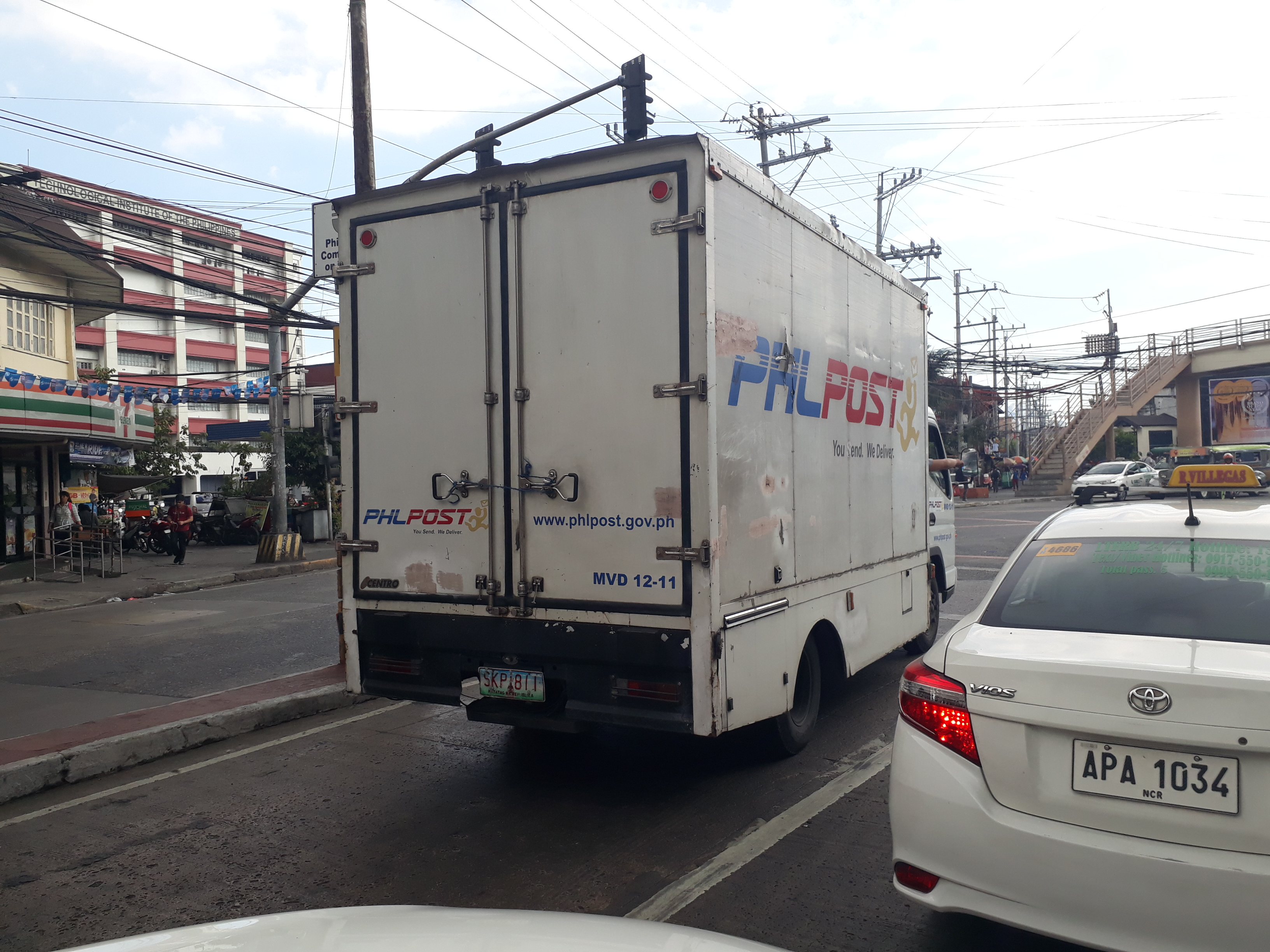
Ein Zustellfahrzeug der PHLPost

Die Philippine Postal Corporation ist ein zu 100 % staatliches Unternehmen der Philippinen. Der Hauptsitz befindet sich in Manila und der Vorstand besteht aus sieben Mitgliedern, unter welchen Raul B. Bendigo derzeit den Vorsitz innehat. Ab 2004 unterstand das Postunternehmen der in jenem Jahr neu gegründeten Kommission für Informations- und Kommunikationstechnologie, seit 2011 untersteht es dem Büro des Präsidenten.
Die Philippinen sind in 9 postalische Regionen unterteilt, wovon jede innerhalb der Organisationsstruktur der PhilPost von einem Regionaldirektor verwaltet wird. Landesweit beschäftigt das Postunternehmen nach eigenen Angaben über 18.000 Mitarbeiter in über 2.000 Postämtern, Verteilzentren und kleinere Vertriebsstellen. Zur Auslieferung der Postsendungen steht ein Fuhrpark von über 2.500 Kleintransportern und Motorrädern zur Verfügung.

## Postleitzahlen
Die Postleitzahlen auf den Philippinen sind 4-stellig und werden aus dem Amerikanischen übernommen ZIP-Code genannt. Anders jedoch als in den USA wird auf den Philippinen die Postleitzahl nicht hinter den Ortsnamen geschrieben, sondern ist im Adressbereich links unten vor dem Ortsnamen zu nennen, wie dies auch in Europa üblich ist. Im Bereich Metro Manila verfügt jedes Barangay oder Stadtviertel, sowie einige Firmen und Institutionen mit großem Postvolumen über eine separate Postleitzahl. Im Rest des Landes ist jeder Stadt oder Gemeinde eine eigene Postleitzahl zugeordnet, wobei selbst sehr große Städte wie etwa Cebu City (6000) und Davao City (8000) über nur jeweils eine Postleitzahl verfügen.

## Postal Card
Die Philippinische Post gibt als Staatsunternehmen einen Identitätsnachweis namens Postal ID aus, seit 2022 Postalcard. Ursprünglich eingeführt, damit Postzusteller Empfänger von Brief- und Paketsendungen identifizieren können, ist es heute ein offizielles Ausweisdokument, welches auch von Ämtern und Banken zum Nachweis der Identität akzeptiert wird. Es handelt sich dabei um eine Karte aus PVC in der Größe einer Kreditkarte mit Foto und Unterschrift, und in der neuesten Version auch mit biometrischen Daten des Inhabers